# Гельмут Швенн
Гельмут Швенн (нім. Helmuth Schwenn, 27 січня 1913 — 16 липня 1983) — німецький ватерполіст.
Срібний призер Олімпійських Ігор 1936 року.